# 山口県道262号豊浦豊田線
山口県道262号豊浦豊田線（やまぐちけんどう262ごう とようらとよたせん）は、山口県下関市を通る一般県道である。

## 概要
下関市豊浦町大字川棚から下関市豊田町町手洗に至る。本路線は1958年（昭和33年）の認定当初は下関市豊浦町大字川棚 - 下関市豊田町大字浮石間の路線だったが、下関市豊浦町大字川棚以遠が1976年（昭和51年）の主要地方道再編で山口県道37号下関豊田油谷線（1993年（平成5年）廃止、現：国道491号）になったため、1975年（昭和50年）に認定されたばかりの山口県道331号杢路子西長野線（1976年（昭和51年）廃止）と合体し、改めて下関市豊浦町大字川棚 - 下関市豊田町大字西長野間の路線として1976年（昭和51年）に認定された。2011年（平成23年）11月25日、広域農道開通に伴い、終点が西長野から手洗に変更された。
標高700 m近くを通るため、華山付近は異常気象時通行規制区間に指定されている。麓から山頂までの道は全線にわたって幅員が狭く、普通乗用車でも離合が困難な箇所がある。
終点近くの下関市豊田町大字西長野では長門鉄道（1956年（昭和31年）廃止、現在のサンデン交通）の線路跡を通っている。

### 路線データ
- 起点：下関市豊浦町大字川棚（国道191号交点）
- 終点：下関市豊田町大字手洗（山口県道34号下関長門線・山口県道65号山陽豊田線交点）

## 路線状況

### 重複区間
- 山口県道260号宇賀山陽線（下関市豊浦町大字川棚）
- 国道491号（下関市豊浦町大字川棚 - 下関市豊田町大字杢路子）

## 地理

### 通過する自治体
- 山口県
  - 下関市

### 交差する道路
| 交差する道路                                                | 交差する場所     | 交差する場所 |
| ----------------------------------------------------------- | ---------------- | ------------ |
| 国道191号                                                   | 豊浦町大字川棚   | 起点         |
| 山口県道35号豊浦菊川線                                      | 豊浦町大字川棚   |              |
| 山口県道260号宇賀山陽線 重複区間起点                        | 豊浦町大字川棚   |              |
| 国道491号 重複区間起点 山口県道260号宇賀山陽線 重複区間終点 | 豊浦町大字川棚   |              |
| 国道491号 重複区間終点                                      | 豊田町大字杢路子 |              |
| 山口県道34号下関長門線 山口県道65号山陽豊田線               | 豊田町大字手洗   | 終点         |

### 沿線
- 下関市立川棚小学校
- 川棚のクスの森
- 小野小町墓
- 中国自然歩道
- 仲哀天皇殯葬地
- 華山（げさん、713 m）
- 徳仙の滝
- 神上寺（じんじょうじ、ユースホステル併設）
- 近松門左衛門生誕地の碑
- 下関市立豊田下小学校